# .ac
.ac je vrhovna internetska domena (country code top-level domain - ccTLD) za otok Ascension. Domenom upravlja NIC.AC, podružnica od
Internet Computer Bureau, baziranog u Velikoj Britaniji.

## Vanjske poveznice
- IANA .ac whois informacija  Arhivirana inačica izvorne stranice od 16. svibnja 2008. (Wayback Machine)